# Coleoxestia illex
Coleoxestia illex là một loài bọ cánh cứng trong họ Cerambycidae.